# Manuel Mateus Ventura
Manuel Mateus Ventura (Fortaleza, 17 de junho de 1921 - 31 de dezembro de 2018) foi um biofísico brasileiro.
Mateus Ventura formou-se em agronomia, em 1943, na Universidade Federal do Ceará, onde passou a atuar como professor de química orgânica no mesmo curso. Mais tarde, na condição de professor titular, estimulou, nas novas gerações, o interesse pela pesquisa voltada para a biologia. Em 1958, teve papel importante na criação do Instituto de Química e Tecnologia, do qual, por muito tempo, seria Diretor.
Foi professor emérito da Universidade de Brasília. Seu campo de pesquisa focava os aspectos da físico-química e estruturas das proteínas.
Ventura foi membro da Academia Brasileira de Ciências e Ordem Nacional do Mérito Científico (Grã-Cruz) e foi um dos primeiros contemplados com o Prêmio Anísio Teixeira em 1981.